# Poperinge
Poperinge is een stad in de Belgische provincie West-Vlaanderen. De stad telt ruim 19.000 inwoners en ligt in de streek West-Vlaams Heuvelland. Samen met de steden Veurne, Ieper en Diksmuide is de stad een regionaal en verzorgend centrum voor de regio Westhoek.

## Geschiedenis
Villa Pupuringa is de oudste schrijfwijze en dateert van omstreeks 850. Vondsten uit het neolithicum bewijzen dat de locatie toen al bewoond was. Tijdens de Romeinse tijd werd een zijweg van een heerweg (deverticulum) aangelegd die Kassel verbond met Poperinge en Aardenburg.
Al in de vroege middeleeuwen speelde de Sint-Bertinusabdij in de toenmalige Vlaamse plaats Sint-Omaars een belangrijke rol in het kerkelijke en economische leven van de Poperingenaars. De abt was de Heer van Poperinge en leenman van de Graaf van Vlaanderen, de leenheer, en bleef dat tot aan het begin van de Franse tijd in de Vlaamse gewesten in 1795, het einde van het Ancien regime. Diederik van de Elzas, graaf van Vlaanderen schonk Poperinge op verzoek van de abt van Sint-Omaars in 1147 een eerste keure, gebaseerd op een verdwenen gegane keure van de streek Veurne, die nog eens door zijn opvolger Filips werd bevestigd.
De grote motor achter de bloeitijd voor Poperinge in de 13e eeuw was de lakenindustrie. De stad breidde uit en kreeg in 1290 toestemming van de bisschop van Terwaan om, naast de bestaande Sint-Bertinuskerk, (zie bezienswaardigheden) twee nieuwe kerken te bouwen. Er schakelden zoveel landbouwers over naar de nieuwe industrie dat landbouwers van elders werden gevraagd om de akkers te bewerken.
In 1436 werd Poperinge tot op de grond platgebrand door het leger van hertog Humphrey van Gloucester. Hij voerde zijn campagne uit vanuit Calais, waarvan de belegering door hertog Filips de Goede net was mislukt. Gloucester riep zich ook uit tot graaf van Vlaanderen in de stad, maar trok zich dan vliegensvlug terug.
Toen de lakenindustrie in de 16e eeuw begon te tanen vond men nieuwe inkomsten in de hopteelt.
De Heer van Poperinge, de abt van de Sint-Bertinusabdij in Sint-Omaars, op 45 km afstand, was in Poperinge vertegenwoordigd door de Proost.  Die resideerde in het proostdijgebouw, het Vroonhof.  Het laatste proostdijgebouw is gebouwd geworden in 1741.  Na 1795, einde van het ancien regime, heeft het verscheidene bestemmingen gehad.  Het grootste gedeelde van het gebouw is voor het laatst van 1926 tot 1967 gebruikt geworden door de Rijksmiddelbare school.  Het ander deel was vervangen geworden door een woonhuis.  Beide gebouwen werden gesloopt in 1967 om de aanleg van een weg langs de Sint-Bertinuskerk mogelijk te maken. Die weg kreeg de naam 'Het Vroonhof'.
De eerste protestanten werden omstreeks 1560 opgevolgd door militante calvinisten. Poperinge was een van de plaatsen waar de beeldenstorm huis hield. Protestanten sloegen op 14 augustus 1566 heiligenbeelden en vertrapten heilige sacramenten stuk.
Tijdens de Eerste Wereldoorlog was Poperinge, samen met Veurne, de enige Belgische stad die niet door de Duitsers werd bezet. De Lijssenthoek Military Cemetery is de tweede grootste Britse begraafplaats van de Eerste Wereldoorlog (10.800 zerken). Ze lag vlak bij een groot veldhospitaal en dat verklaart waarom men hier ook graven aantreft van een Britse verpleegster, Chinezen, Amerikanen, Fransen en Duitsers.

## Kernen
Naast het stadscentrum van Poperinge telt de gemeente nog de deelgemeenten Krombeke, Proven, Reningelst, Roesbrugge-Haringe (VII-VIII) en Watou. Ook Abele (X) en Sint-Jan-ter-Biezen (IX) zijn dorpjes binnen de Poperingse grenzen, maar dit zijn geen deelgemeenten.
| # | Naam                   | Opp. (km²) | Inwoners (2020) | Inwoners per km² | NIS-code |
| - | ---------------------- | ---------- | --------------- | ---------------- | -------- |
| 1 | Poperinge (I)          | 47,87      | 13.688          | 286              | 33021A   |
| 2 | Reningelst (IV)        | 15,41      | 1.429           | 93               | 33021B   |
| 3 | Krombeke (II)          | 8,59       | 666             | 78               | 33021C   |
| 4 | Proven (III)           | 13,23      | 1.203           | 91               | 33021D   |
| 5 | Roesbrugge-Haringe (V) | 11,70      | 1.106           | 87               | 33021E   |
| 6 | Watou (VI)             | 23,57      | 1.709           | 73               | 33021F   |

Poperinge, deelgemeenten en buurgemeenten. De gele gebieden zijn bebouwde kernen.

De gemeente Poperinge grenst aan een groot aantal landelijke dorpjes en door de lange landsgrens ook aan verscheidene Franse gemeentes:
| - a. Beveren (gemeente Alveringem) - b. Stavele (gemeente Alveringem) - c. Westvleteren (gemeente Vleteren) - d. Oostvleteren (gemeente Vleteren) - e. Elverdinge (stad Ieper) - f. Vlamertinge (stad Ieper) - g. Dikkebus (stad Ieper) - h. De Klijte (gemeente Heuvelland) |

| - i. Westouter (gemeente Heuvelland) - j. Boeschepe (Frankrijk) - k. Godewaarsvelde (Godewaersvelde) (Frankrijk) - l. Steenvoorde (Frankrijk) - m. Winnezele (Winnezeele) (Frankrijk) - n. Houtkerke (Houtkerque) (Frankrijk) - o. Bambeke (Bambecque) (Frankrijk) |

## Bezienswaardigheden
- Het stadscentrum van Poperinge telt drie grote gotische kerken:
  - De Sint-Bertinuskerk is de decanale hoofdkerk. De oorspronkelijk romaanse kruiskerk uit 1147 werd in 1419 door een brand vernield, en als laatgotische hallenkerk heropgebouwd.
  - De Onze-Lieve-Vrouwekerk, waarvan de bouw startte in 1290, maar die pas in 1490 haar uiteindelijk uitzicht kreeg, is een gotische hallenkerk. De spitse toren is 70 meter hoog.
  - De Sint-Janskerk uit 1300 is overwegend in gotische stijl opgetrokken.
- Het stadhuis in neogotische stijl uit 1911.
- In de omgeving wordt veel hop geteeld. Dit levert een uniek landschap op, evenals verschillende specifieke gebouwen:
  - Het Stadsschaal-complex met daarin het Hopmuseum illustreert de hopteelt en industrie. Het was oorspronkelijk het weeghuis voor de hop.
  - Nabij Watou zijn nog verschillende hopasten te vinden.
- Het Weeuwhof is gebouwd ter huisvesting van alleenstaande vrouwen en weduwen (weeuwen). Ze kwamen aan de kost met kantklossen. Kanunnik Proventier liet het hof tussen 1769 en 1782 bouwen. De pomp op het binnenplein vermeldt de namen van de stichters. Het hof heeft nog steeds een sociale woonfunctie.
- Het Grauwzustersklooster.
- Het Station Poperinge is het kopstation van spoorlijn 69 vanaf Kortrijk. Vroeger liep deze spoorlijn door naar Hazebroek via Abele. Het oorspronkelijke stationsgebouw uit de negentiende eeuw bleef bewaard.
- Het landschap rond Poperinge wordt sterk bepaald door de Eerste Wereldoorlog:
  - Het Talbot House, een voormalig ontmoetingscentrum voor Britse soldaten.
  - In Poperinge liggen meerdere Britse militaire begraafplaatsen in de verschillende deelgemeenten, maar ook in Poperinge zelf liggen de volgende begraafplaatsen:
    - Abeele Aerodrome Military Cemetery
    - Gwalia Cemetery
    - Lijssenthoek Military Cemetery
    - Nine Elms British Cemetery
    - Poperinghe New Military Cemetery
    - Poperinghe Old Military Cemetery

  - Dodencellen en executiepaal aan het stadhuis.

## Natuur en landschap
Poperinge ligt in Zandlemig Vlaanderen op een hoogte van ongeveer 25 meter. Het is gelegen in het dal van de Vleterbeek, die in noordoostelijke richting overgaat in de Poperingevaart. Langs de Poperingevaart bevindt zich het Burggraaf Frimoutpark.
Het dal van de Vleterbeek vormt de ankerplaats Vallei van de Vleterbeek en omgeving. In het noordwesten vindt men de Bossen tussen Sint-Jan-ter-Biezen en Sint-Sixtusabdij, eveneens een ankerplaats.

## Evenementen
- De jaarlijkse Maria-ommegang
- De driejaarlijkse Hoppefeesten brengen een hulde aan de plaatselijke hopteelt
- Marktrock Poperinge (jaarlijks evenement tijdens het laatste weekend van augustus)
- Parkconcerten (aantal gratis concerten tijdens de zomermaanden juli en augustus)
- Vierdaagse van de IJzer
- Den Couter Festival (jaarlijks evenement tijdens het tweede weekend van de paasvakantie, halfweg april)
- Picon feesten samen met een optocht van reuzen ( om de 3 jaar in september)

## Demografische ontwikkeling

### Demografische evolutie voor de fusie
- Bronnen:NIS, Opm:1831 tot en met 1970=volkstellingen; 1976 = inwoneraantal op 31 december

### Demografische ontwikkeling van de fusiegemeente
Alle historische gegevens hebben betrekking op de huidige gemeente, inclusief deelgemeenten, zoals ontstaan na de fusie van 1 januari 1977.
- Bronnen:NIS, Opm:1831 tot en met 1981=volkstellingen; 1990 en later= inwonertal op 1 januari

| Inwoners van jaar tot jaar op 1 januari 1992 tot heden | Inwoners van jaar tot jaar op 1 januari 1992 tot heden | Inwoners van jaar tot jaar op 1 januari 1992 tot heden |
| jaar                                                   | Aantal                                                 | Evolutie: 1992=index 100                               |
| ------------------------------------------------------ | ------------------------------------------------------ | ------------------------------------------------------ |
| 1992                                                   | 19.327                                                 | 100,0                                                  |
| 1993                                                   | 19.341                                                 | 100,1                                                  |
| 1994                                                   | 19.216                                                 | 99,4                                                   |
| 1995                                                   | 19.231                                                 | 99,5                                                   |
| 1996                                                   | 19.184                                                 | 99,3                                                   |
| 1997                                                   | 19.277                                                 | 99,7                                                   |
| 1998                                                   | 19.235                                                 | 99,5                                                   |
| 1999                                                   | 19.258                                                 | 99,6                                                   |
| 2000                                                   | 19.254                                                 | 99,6                                                   |
| 2001                                                   | 19.372                                                 | 100,2                                                  |
| 2002                                                   | 19.376                                                 | 100,3                                                  |
| 2003                                                   | 19.433                                                 | 100,5                                                  |
| 2004                                                   | 19.461                                                 | 100,7                                                  |
| 2005                                                   | 19.512                                                 | 101,0                                                  |
| 2006                                                   | 19.623                                                 | 101,5                                                  |
| 2007                                                   | 19.707                                                 | 102,0                                                  |
| 2008                                                   | 19.835                                                 | 102,6                                                  |
| 2009                                                   | 19.935                                                 | 103,1                                                  |
| 2010                                                   | 19.960                                                 | 103,3                                                  |
| 2011                                                   | 19.983                                                 | 103,4                                                  |
| 2012                                                   | 19.989                                                 | 103,4                                                  |
| 2013                                                   | 19.916                                                 | 103,0                                                  |
| 2014                                                   | 19.893                                                 | 102,9                                                  |
| 2015                                                   | 19.944                                                 | 103,2                                                  |
| 2016                                                   | 19.755                                                 | 102,2                                                  |
| 2017                                                   | 19.735                                                 | 102,1                                                  |
| 2018                                                   | 19.718                                                 | 102,0                                                  |
| 2019                                                   | 19.702                                                 | 101,9                                                  |
| 2020                                                   | 19.717                                                 | 102,0                                                  |
| 2021                                                   | 19.686                                                 | 101,9                                                  |
| 2022                                                   | 19.782                                                 | 102,4                                                  |
| 2023                                                   | 19.947                                                 | 103,2                                                  |
| 2024                                                   | 19.921                                                 | 103,1                                                  |
| 2025                                                   | 19.962                                                 | 103,3                                                  |

## Politiek

### Structuur
| Poperinge        | Poperinge        | Supranationaal         | Nationaal                         | Nationaal                         | Gemeenschap               | Gewest                    | Provincie                 | Arrondissement  | Provinciedistrict | Kanton          | Gemeente        |
| ---------------- | ---------------- | ---------------------- | --------------------------------- | --------------------------------- | ------------------------- | ------------------------- | ------------------------- | --------------- | ----------------- | --------------- | --------------- |
| Administratief   | Niveau           | Europese Unie          | België                            | België                            | Vlaanderen                | Vlaanderen                | West-Vlaanderen           | Ieper           | Ieper             | Ieper           | Poperinge       |
| Administratief   | Bestuur          | Europese Commissie     | Belgische regering                | Belgische regering                | Vlaamse regering          | Vlaamse regering          | Deputatie                 | Deputatie       | Deputatie         | Deputatie       | Gemeentebestuur |
| Administratief   | Raad             | Europees Parlement     | Kamer van volksvertegenwoordigers | Kamer van volksvertegenwoordigers | Vlaams Parlement          | Vlaams Parlement          | Provincieraad             | Provincieraad   | Provincieraad     | Provincieraad   | Gemeenteraad    |
| Kiesomschrijving | Kiesomschrijving | Nederlands Kiescollege | Kieskring West-Vlaanderen         | Kieskring West-Vlaanderen         | Kieskring West-Vlaanderen | Kieskring West-Vlaanderen | Kieskring West-Vlaanderen | Kortrijk-Ieper  | Ieper             | Poperinge       | Poperinge       |
| Verkiezing       | Verkiezing       | Europese               | Federale                          | Federale                          | Vlaamse                   | Vlaamse                   | Provincieraads-           | Provincieraads- | Provincieraads-   | Provincieraads- | Gemeenteraads-  |

### Burgemeesters
- Jacques François Joseph Mazeman de Couthove (in de Franse tijd)
- Jean-Baptiste Coppieters 't Wallant (1803-        )
- Pieter Van Merris (1814-1830)
- Jean-Joseph Soulié (1830-1833)
- Charles van Renynghe (katholiek) (1833-1871)
- Felix Berten (katholiek) (1871-1903)
- Félix Van Merris (katholiek) (1904-1918)
- Etienne Lebbe (1919-1921)
- Nestor Lahaye (liberaal) (1921-1936)
- Julien Vandooren (liberaal) (1937-1938)
- Joseph van Walleghem (CVP) (1939-1947)
- Lucien Deschodt (CVP) (1947)
- Joseph Van Walleghem (CVP) (1948-1955)
- Walter de Sagher (CVP) (1955-1970)
- Albert Sansen (CVP) (1972-1982)
- Henri d'Udekem d'Acoz (CVP) (1982)
- Marc Mahieu (VLD) (1983-1995)
- Henri d'Udekem d'Acoz (CVP) (1995-2005)
- Christof Dejaegher (CD&V) (2006-heden)

### Resultaten gemeenteraadsverkiezingen sinds 1976
| Partij               | Partij                                    | 10-10-1976 | 10-10-1976 | 10-10-1982 | 10-10-1982 | 9-10-1988 | 9-10-1988 | 9-10-1994 | 9-10-1994 | 8-10-2000 | 8-10-2000 | 8-10-2006 | 8-10-2006 | 14-10-2012 | 14-10-2012 | 14-10-2018 | 14-10-2018 | 13-10-2024 | 13-10-2024 |
| Stemmen / Zetels     | Stemmen / Zetels                          | %          | 27         | %          | 25         | %         | 25        | %         | 25        | %         | 25        | %         | 25        | %          | 25         | %          | 25         | %          | 25         |
| -------------------- | ----------------------------------------- | ---------- | ---------- | ---------- | ---------- | --------- | --------- | --------- | --------- | --------- | --------- | --------- | --------- | ---------- | ---------- | ---------- | ---------- | ---------- | ---------- |
|                      | CVP1 / CD&V+N-VAA / CD&V2                 | 52,281     | 16         | 45,011     | 12         | 40,961    | 11        | 42,011    | 13        | 42,571    | 12        | 39,63A    | 12        | 36,332     | 11         | 40,52      | 12         | 47,72      | 14         |
|                      | VU1 / CD&V+N-VAA / N-VA2                  | 14,81      | 3          | 18,291     | 4          | 48,53B    | 14        | 7,531     | 1         | -         |           | 39,63A    | 12        | 13,62      | 3          | 5,82       | 1          | 4,72       | 0          |
|                      | PVV1 / SAMEN / VLD2 / Open Vld3 / Bewust4 | 20,971     | 6          | 20,081     | 5          | 48,53B    | 14        | 20,332    | 5         | 24,212    | 6         | 19,82     | 5         | 22,873     | 6          | 26,13      | 7          | 15,14      | 4          |
|                      | SP1 / Samen VooruitA                      | 11,951     | 2          | 16,611     | 4          | 48,53B    | 14        | 11,831    | 3         | -         |           | -         |           | -          |            | -          |            | 21,3A      | 6          |
|                      | SAMEN1 / Samen VooruitA                   | -          |            | -          |            | -         |           | -         |           | -         |           | 23,011    | 7         | 14,571     | 3          | 13,41      | 3          | 21,3A      | 6          |
|                      | Agalev1 / Groen2                          | -          |            | -          |            | 6,461     | 0         | 6,641     | 1         | -         |           | 5,062     | 0         | 5,992      | 1          | 6,12       | 1          | 2,72       | 0          |
|                      | Vlaams Blok1/Vlaams Belang2               | -          |            | -          |            | -         |           | -         |           | 7,321     | 1         | 7,452     | 1         | 6,642      | 1          | 8,12       | 1          | 8,52       | 1          |
|                      | P.R.O.                                    | -          |            | -          |            | -         |           | -         |           | 25,9      | 6         | -         |           | -          |            | -          |            | -          |            |
|                      | ZOZO                                      | -          |            | -          |            | -         |           | 9,96      | 2         | -         |           | -         |           | -          |            | -          |            | -          |            |
| Anderen(*)           | Anderen(*)                                | -          |            | -          |            | 4,04      | 0         | 1,7       | 0         | -         |           | 5,04      | 0         | -          |            | -          |            | -          |            |
| Totaal stemmen       | Totaal stemmen                            | 13785      | 13785      | 13681      | 13681      | 13767     | 13767     | 13626     | 13626     | 13783     | 13783     | 14347     | 14347     | 14421      | 14421      | 14351      | 14351      | 10180      | 10180      |
| Opkomst %            | Opkomst %                                 |            |            |            |            | 94,25     | 94,25     | 93,58     | 93,58     | 92,94     | 92,94     | 94,38     | 94,38     | 92,88      | 92,88      | 93,2       | 93,2       | 65,8       | 65,8       |
| Blanco en ongeldig % | Blanco en ongeldig %                      | 3,39       | 3,39       | 5,22       | 5,22       | 4,9       | 4,9       | 5,54      | 5,54      | 5,01      | 5,01      | 4,99      | 4,99      | 5,84       | 5,84       | 5,0        | 5,0        | 1,5        | 1,5        |

De rode cijfers naast de gegevens duiden aan onder welke naam de partijen telkens bij een verkiezing opkwamen.

De zetels van de gevormde meerderheid staan vetjes afgedrukt. De grootste partij is in kleur.

(*) 1988: Gem.Bel. (3,41%), DEGOE (0,63%) / 1994: W.O.W. / 2006: Poperings Belang

## Sport
Poperinge is twee volleybalclubs rijk : Roepovo Poperinge is een herenclub. 
De dames kunnen terecht bij Beaphar Poperinge.
Charlotte Leys is kapitein van de Yellow Tigers.
Voetbalclub KFC Poperinge is de oudste club van de stad en een van de oudere clubs van België. De jongere voetbalclub KBS Poperinge fusioneerde met KVK Ieper tot KVK Westhoek. De ploeg werkt zijn matchen af in Ieper. In deelgemeente Proven speelt TSC Proven en in Reningelst SK Reningelst. Alsook heeft Poperinge een damesvoetbalploeg genaamd BS Westhoek.
- KVK Westhoek
- KFC Poperinge
- TSC Proven
- SK Reningelst
- BS Westhoek
- Aankomst van de wielerklassieker Franco-Belge.

Tevens is Poperinge de thuisbasis van de semi-professionele wielerploeg Pro Cycling Team Tomacc.
In Poperinge is Base-en softball club Poperinge Frontliners gevestigd. Ze zijn te vinden op de Don Bosco sportterreinen.

## Nabijgelegen kernen
Abele, Westouter, Reningelst, Brandhoek, Elverdinge, Woesten, Proven, Sint-Jan-ter-Biezen, Krombeke, Westvleteren